# Empusa
Empusa eller Empousa är i grekisk mytologi ett hemskt spöke, utsänt av gudinnan Hekate för att skrämma människorna och kan uppträda under en mängd olika skepnader. Empusa har ett ben från en åsna, medan det andra benet är av brons och är ibland omsvept av en blodig blåsa. Om man skymfar och förolämpar en empusa försvinner den med ett vinande ljud. Ofta förvandlar de sig till vackra kvinnor så att de kan locka till sig män och suga deras blod som vampyrer.